# Freddie Foxxx
Pour les articles homonymes, voir James Campbell et Campbell.
Freddie Foxxx, alias Bumpy Knuckles, de son vrai nom James Campbell, né le 27 mars 1969 à Long Island, est un rappeur et producteur américain, membre de la Gang Starr Foundation.

## Biographie
Foxxx sort son premier LP intitulé Freddie Foxxx Is Here en 1989 sous le label de MCA Records, produit par Eric B. d'Eric B. and Rakim. Il quitte ensuite le label pour rejoindre la Flavor Unit de Queen Latifah. En 1993, il publie son deuxième album, Crazy Like a Foxxx. Foxxx commence alors à être de plus en plus reconnu grâce à ses vidéos avec Boogie Down Productions, Naughty By Nature, M.O.P., Missin Linx ou OC. Il apparaît sur le single de Gang Starr The Militia sur leur album Moment of Truth en 1998, ce qui provoque un buzz pour Foxxx. C'est à cette époque qu'il tente de nouvelles expériences en indépendant. Il se met alors à travailler avec M.O.P. ainsi qu'avec les plus grands producteurs tels que DJ Premier, Pete Rock, et The Alchemist. 
Après le succès de Industry Shakedown, Foxxx publie son troisième album officiel, Konexion en 2003 sous le label Barely Breaking Even. Moins vendu que le précédent malgré des productions signées DJ Premier ou DJ Clark Kent. Foxxx apparaît ensuite sur la bande son du jeu vidéo WWE SmackDown! vs. Raw 2006 avec trois titres en tant que rappeur et de nombreux autres en tant que producteur. Il apparaît également sur l'album You Can't See Me de John Cena. En 2006, il publie une mixtape intitulée Street Triumph, avant la sortie sans cesse repoussée de son cinquième album, Amerikkan Black Man. Son précédent album encore non commercialisé, intitulé Crazy Like a Foxxx, est officiellement commercialisé le 29 juillet 2008 sur Fat Beats Records.

## Discographie

### Albums studio
- 1989 : Freddie Foxxx Is Here
- 2000 : Industry Shakedown
- 2003 : Konexion
- 2008 : Crazy Like a Foxxx

### Mixtapes
- 2006 : Street Triumph Mixxxtape
- 2006 : Krupt Mob
- 2007 : Krupt Mob Vol.2
- 2008 : The OG Vol.1: Get Rich or Kill Tryin'
- 2009 : The OG Vol.2: Realmatic
- 2011 : Leaks Vol.1
- 2011 : Leaks Vol.2

### Collaborations
- 2010 : Music From the Man Vol.1 (avec Jesse West)
- 2011 : Royalty Check (avec KRS-One)
- 2011 : Lyrical Workout (avec Statik Selektah)
- 2012 : KoleXXXion (avec DJ Premier)[3]
- 2012 : Ambition (avec Statik Selektah)[4]

### Album non publié
- 2006 : Amerikkan Black Man

## Filmographie
- 1993 : Who's the Man? de Ted Demme : le gérant du bar